# 入出
入出（いりで）は、静岡県湖西市の大字である。本項では1889年（明治22年）の町村制施行時に同区域に存在した入出村（いりでむら）についても記す。

## 地理
湖西市北東部に位置する。東で浜名湖、松見ヶ浦に面し、宇津山が岬のように浜名湖に突き出している。南で新所・内浦、西で太田と隣接する。天竜浜名湖鉄道天竜浜名湖線、国道301号が隣接する太田を通過する。天竜浜名湖線知波田駅が太田に所在する。漁業基地として入出漁港も置かれる。

### 山
- 宇津山

### 湖沼
- 浜名湖

### 岬
- 正太寺鼻

## 歴史
- 「旧高旧領取調帳」[4]の記載によると、明治初年時点で浜松藩領であった。
- 1868年（慶応4年）
  - 5月24日 - 徳川宗家が駿河府中藩に転封。それにともない遠江国内で領地替えが行われる。
  - 9月5日 - 浜松藩が上総鶴舞藩に転封。
  - 以上の変更により、堀江藩領を除く全域が府中藩の管轄となる。
- 1869年（明治2年）8月7日 - 府中藩が静岡藩に改称。
- 1871年（明治4年）
  - 7月14日 - 廃藩置県により静岡県の管轄となる。
  - 11月15日 - 第1次府県統合により全域が浜松県の管轄となる。
- 1876年（明治9年）8月21日 - 第2次府県統合により静岡県の管轄となる。
- 1889年（明治22年）4月1日 - 町村制施行に伴い、近世からの入出村が単独で自治体を形成し、敷知郡入出村が発足。
- 1896年（明治29年）4月1日 - 郡制の施行により所属郡が浜名郡に変更。
- 1955年（昭和30年）4月1日 - 白須賀町・鷲津町・新所村・知波田村と合併して湖西町が発足。同日入出村廃止。
- 1972年（昭和47年）1月1日 - 湖西町が市制施行して湖西市となる。

## 世帯数と人口
2018年（平成30年）11月30日現在の世帯数と人口は以下の通りである。
| 大字 | 世帯数  | 人口    |
| ---- | ------- | ------- |
| 入出 | 785世帯 | 2,054人 |

## 学区
市立小・中学校に通う場合、学区は以下の通りとなる。
| 番・番地等 | 小学校           | 中学校             |
| ---------- | ---------------- | ------------------ |
| 全域       | 湖西市立東小学校 | 湖西市立湖西中学校 |

かつて、公立高等学校全日制普通科に学区があった時、西遠学区の区域だった。一方、愛知県の豊橋市の公立高校に通学できる隣接県特例がある。

## 交通

### 鉄道
天竜浜名湖鉄道天竜浜名湖線の知波田駅が至近に所在する。

### バス
- 湖西市自主運行バス
  - 入出新所鷲津線(旧・遠鉄バス浜名線)
  - 知波田鷲津線

### 道路
- 静岡県道333号入出太田線

## 施設
- 入出郵便局
- 正太寺
- 無量寺
- 西宮神社
- 入出しらゆり幼稚園
- なぎさ保育園
- 湖西市火葬場
- ザ・ヴィラ・ハマナコ

## 祭事
- 白山・西宮神社例大祭

## その他

### 日本郵便
- 郵便番号 : 431-0411[2]（集配局：湖西郵便局[6]）。

### 警察
町内の警察の管轄区域は以下の通りである。
| 番・番地等 | 警察署     | 交番・駐在所 |
| ---------- | ---------- | ------------ |
| 全域       | 湖西警察署 | 知波田交番   |